# Station Niedźwiada Łowicka
Station Niedźwiada Łowicka is een spoorwegstation in de Poolse plaats Niedźwiada.